# خاندان کیکوچی
خاندان کیکوچی (به ژاپنی: 菊池氏, Kikuchi-shi) یکی از خاندان‌های ژاپنی و خاندان دایمیوی پرقدرت در ولایت هیگو در کیوشو بود.